# Debellatio

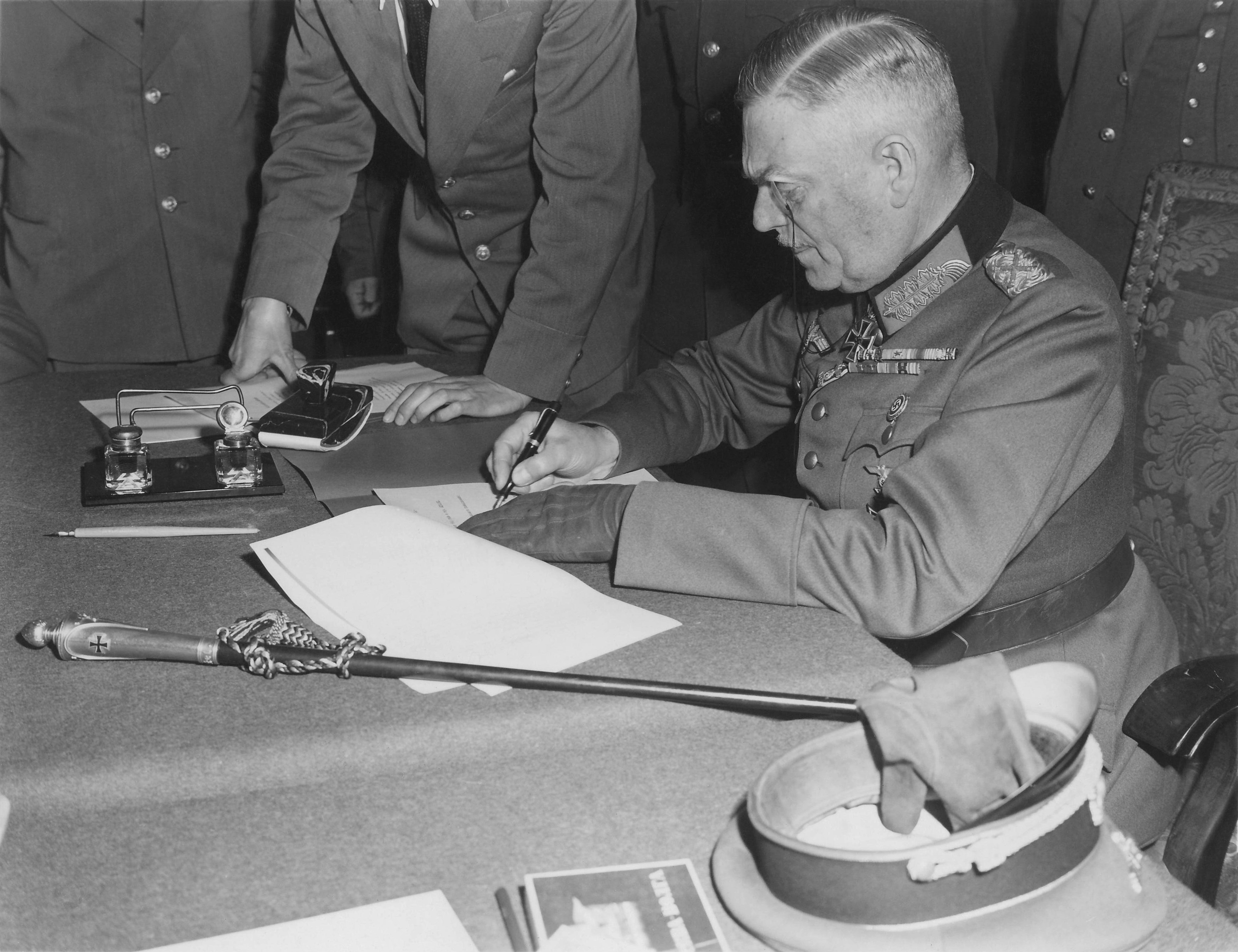
Generalfeldmarschall Wilhelm Keitel unterzeichnet die bedingungslose Kapitulation der Wehrmacht im Hauptquartier der Roten Armee in Berlin-Karlshorst am 8. Mai 1945.

Mit Debellatio bzw. Debellation (lat. für ‚vollständige Besiegung‘, ‚Kriegsbeendigung‘; zu bellum ‚Krieg‘), auch kriegerische Niederwerfung, bezeichnet man das durch vollständige Zerstörung und militärische Niederringung eines feindlichen Staates herbeigeführte Ende eines Krieges. Die inzwischen veraltete Debellatio-Doktrin im Völkergewohnheitsrecht besagte, dass ein militärisch vollständig besiegter Staat, dessen Institutionen zerstört sind, kein Völkerrechtssubjekt mehr ist.

## Begriffsgeschichte
Voraussetzung für eine Debellation war, dass eines der drei für einen Staat konstitutiven Elemente durch kriegerische Handlungen verloren ging, also die Staatsgewalt, das Staatsvolk oder das Staatsgebiet. Mit der Beseitigung der Staatsgewalt des debellierten Staates konnte die Inanspruchnahme des fremden Territoriums oder eines Teils davon durch den Sieger einhergehen. Der französische Jurist Charles Rousseau unterscheidet die debellatio im Sinne einer kriegerischen Unterwerfung des gesamten Staates von der Annexion, die auf der Grundlage eines Friedensvertrages erfolge. Nach der Juristin Ruth Lambertz-Pollan setzt eine debellatio dagegen geradezu voraus, dass das Gebiet des unterlegenen Staates annektiert wird.
Ob zu einer Debellatio nicht nur die feindliche Staatsgewalt vollständig besiegt, sondern auch das feindliche Territorium vollständig erobert sein musste, war unter Völkerrechtlern strittig. Deswegen war auch eine Debellatio Frankreichs als völkerrechtliche Begründung für das Einrichten des (zeitweiligen) Generalgouvernements Elsaß-Lothringen umstritten; nicht ganz Frankreich war im Deutsch-Französischen Krieg von 1870/71 besetzt worden und nur diesen, der deutschen Regierung unterworfenen Teil seines Staatsgebietes sollte Frankreich abtreten.
Das allgemeine Gewaltverbot der Charta der Vereinten Nationen von 1945, das daraus folgende Annexionsverbot sowie das im IV. Genfer Abkommen von 1949 kodifizierte Besatzungsrecht bedeuten ein Debellations- und Annexionsverbot.

## Beispiele

### Debellationstheorie zur Rechtslage des Deutschen Reiches nach 1945
Von vereinzelten Wissenschaftlern wurde die Situation des Deutschen Reichs am Ende des Zweiten Weltkriegs als Debellation gesehen, weil die Wehrmacht bedingungslos kapitulierte. Eine Debellation hat aber in der Regel eine vollständige Auflösung („Untergang des Staates“) in unabhängige Staaten – wenngleich der reine Tatbestand der debellatio für sich allein kein Grund für den Staatsuntergang ist – oder die Eingliederung des Gebiets des besiegten Landes in das eigene Staatsgebiet zur Folge (Total- oder Vollannexion). Im Falle Deutschlands liegt nach ganz herrschender Meinung keine debellatio vor, da Staatsgebiet, Staatsvolk und Staatsgewalt fortexistierten. Das wurde nicht zuletzt durch die Berliner Erklärung der Alliierten vom 5. Juni 1945 ausdrücklich bestätigt.
- Das Staatsgebiet existierte in seinem Gebietsstand vom 31. Dezember 1937 fort, die Alliierten erklärten explizit, Deutschland werde nicht annektiert.[12] Die deutschen Ostgebiete wurden indes abgetrennt und letztendlich zum einen per Erlass[13], zum anderen faktisch[14] annektiert.
- Auch das deutsche Staatsvolk existierte fort, nicht die gesamte Bevölkerung wurde ausgelöscht oder ausgesiedelt.
- Die deutsche Staatsgewalt schließlich wurde nicht abgeschafft, sondern eben in der Berliner Erklärung von den Alliierten übernommen. Ob diese die Regierungsgewalt als Treuhänder des deutschen Volkes ausübten oder eigennützig und im Irrglauben, diese Übernahme sei durch das Völkerrecht gedeckt, ist umstritten.[15] Zudem ist fraglich, ob die Staatsgewalt im Deutschen Reich ab 1945 vollständig ersetzt worden war.[16]

Zur Frage, ob das Deutsche Reich 1945 durch Debellation untergegangen sei, stellte das Bundesverfassungsgericht der Bundesrepublik Deutschland in seiner Entscheidung vom 31. Juli 1973 zum Grundlagenvertrag fest, dass das Grundgesetz davon ausgehe, dass es in rechtlicher Hinsicht fortbestehe und in den (1973 noch geltenden) Rechten und Verantwortlichkeiten der ehemaligen Besatzungsmächte für „Deutschland als Ganzes“ (Viermächtestatus) noch ein Rest der Existenz des Deutschen Reiches sichtbar sei.

### Debellationstheorie zur Rechtfertigung desregime changeim Irakkrieg
Erklärtes Ziel der Vereinigten Staaten und ihrer Verbündeten im Irakkrieg 2003 war ein regime change: Die Diktatur Saddam Husseins und seiner Baath-Partei sollte gestürzt und ein demokratisches Regime eingerichtet werden. Dies kam in Resolution 1483 des Sicherheitsrats der Vereinten Nationen vom 22. Mai 2003 zum Ausdruck, in der gefordert wurde, auf die Schaffung von Bedingungen hinzuarbeiten, „in denen das irakische Volk seine eigene politische Zukunft frei bestimmen kann“. Diese und andere weitgehende Eingriffe in die politische, wirtschaftliche oder Rechtsordnung eines besetzten Gebiets sind nach dem Besatzungsrecht jedoch unzulässig. Die Rechtswissenschaftlerin Melissa Patterson argumentiert daher, dass die Besatzungsmächte den Irak einer Debellation unterwarfen, ohne dies offen zu erklären. Das Vorgehen unter Besatzungsrecht sei zwar nachvollziehbar, da die Vereinten Nationen für das Nation building in gescheiterten Staaten, das sie verschiedentlich anstrebten, sonst keine hinreichende Rechtsgrundlage hätten. Andererseits habe diese Rechtskonstruktion zu dem Chaos, das auf die Besetzung folgte, wesentlich beigetragen und stelle einen gefährlichen Präzedenzfall dar. Daher plädiert Patterson dafür, das Debellationsrecht anzuwenden, das den Siegermächten einen begrenzten Rechtstitel zur Reorganisation des Irak verschaffen würde.